# Carl Wilhelm Witterstätter
Karl Wilhelm Witterstätter (* 18. Juni 1883 in Oppenheim; † 7. Oktober 1964 ebenda) war ein deutscher Flugpionier.

## Leben
Witterstätter beendete sein Studium der Luftschifffahrt und Flugtechnik an der Technischen Hochschule Darmstadt als Diplomingenieur. 1910 begann er seine Fliegerkarriere an der Flugschule von August Euler in Darmstadt und erwarb dort am 17. Januar 1911 den 52. Deutschen Pilotenschein.
Er gehörte damit zu den sogenannten „Alten Adlern“.
Mit einem eigenen Flugzeug nahm er erfolgreich an Flugwettbewerben und Flugschauveranstaltungen teil:
- Erster deutscher Zuverlässigkeitsflug am Oberrhein (Mai 1911) von Baden-Baden über Freiburg, Mühlhausen, Straßburg, Weißenburg, Karlsruhe, Mannheim, Ludwigshafen, Worms, Oppenheim, Mainz, Frankfurt, Offenbach, Darmstadt und zurück nach Frankfurt.
- Nordwestflug (1911) von Bremen nach Hamburg.
- Schauflüge in Mainz (1912) zur Popularisierung der Fliegerei.

Bei einem fehlerhaften Bahntransport zu einer Veranstaltung verlor er 1913 seine beiden Rumpler-Tauben.
Witterstätter ließ sich dadurch nicht entmutigen und wurde 1914 Fluglehrer und Flugzeugbauer in Leipzig.
Witterstätter war im Ersten Weltkrieg 1914–1918 Pilot der Fliegertruppe und kehrte erst drei Jahre nach Kriegsende zurück.
Er arbeitete danach mehrere Jahre als Dozent am Kyffhäuser-Technikum in Frankenhausen.
Das Kyffhäuser-Technikum für Landmaschinen-, Flugzeug-, Elektrobau war 1896 gegründet worden und bestand bis 1946.
1908 begann Professor Ingenieur Siegmund Huppert, der Direktor des Kyffhäuser-Technikums, seine Vorlesungen zu Konstruktionen und zum Bau von Flugzeugen. Die technische Bildungseinrichtung verfügte damit über den ersten Lehrstuhl Deutschlands für Flugzeugbau.
Später setzte Witterstätter seine Karriere im technischen Dienst des Reichsluftfahrtministeriums in Berlin fort.
1951 kehrte er verarmt nach Oppenheim zurück. Er erhielt für seine Verdienste um die Luftfahrt noch hohe Auszeichnungen. In seinen letzten Lebensjahren gab er seine Erfahrungen auf dem heimischen Segelflugplatz an die Jugend weiter. Witterstätter starb 1964 nach kurzer Krankheit.